# Klaus Hartmann (General)
Klaus Hartmann (* 16. Februar 1942) ist ein Brigadegeneral außer Dienst des Heeres der Bundeswehr und war zuletzt von 1995 bis 2002 stellvertretender Leiter des Militärischen Abschirmdienstes.

## Leben
Hartmann absolvierte die Offizierausbildung und studierte mit dem Abschluss Diplom-Ingenieur. Er durchlief verschiedene Verwendungen in der Fernmeldetruppe. Von 1976 bis 1978 absolvierte er den 19. Generalstabslehrgang Heer an der Führungsakademie der Bundeswehr in Hamburg, wo er zum Offizier im Generalstabsdienst ausgebildet wurde. Von April 1987 bis September 1989 war er, als Oberst und Nachfolger von Winfried Dunkel, der Chef des Stabes der 1. Gebirgsdivision in Garmisch-Partenkirchen. Vom 8. Mai 1991 bis September 1993 war er, als Nachfolger seines Namensvetters Wilko Hartmann, der letzte Brigadekommandeur der Heimatschutzbrigade 56 in Oberhausen. Anschließend war er, als Nachfolger von Christian Meyer-Plath, von Oktober 1993 bis September 1995 Brigadekommandeur der Panzergrenadierbrigade 30 in Ellwangen. Im folgte Jan Oerding nach. Anschließend wurde Hartmann, als Nachfolger von Rudolf Reibold der ständige Vertreter des Präsidenten des Amtes für den Militärischen Abschirmdienst in der Konrad-Adenauer-Kaserne in Köln. Mit Ablauf des März 2002 wurde er in den Ruhestand versetzt.